# Roll with the Punches
Roll with the Punches è il trentasettesimo album in studio del cantautore britannico Van Morrison, pubblicato nel 2017. Il disco consiste in dieci cover e cinque brani originali.

## Tracce
Testi e musiche di Van Morrison, eccetto dove indicato.
1. Roll with the Punches – 3:58
2. Transformation – 3:31 (Van Morrison)
3. I Can Tell – 3:51 (Ellas McDaniel, Samuel Smith)
4. Stormy Monday / Lonely Avenue – 5:30 (T-Bone Walker / Doc Pomus)
5. Goin' to Chicago – 5:22
6. Fame – 5:06 (Morrison)
7. Too Much Trouble – 3:04
8. Bring It on Home to Me – 5:39 (Sam Cooke)
9. Ordinary People – 4:41 (Morrison)
10. How Far from God – 3:47
11. Teardrops from My Eyes – 3:53 (Rudy Toombs)
12. Automobile Blues – 3:39 (Samuel Hopkins)
13. Benediction – 3:12 (Mose Allison)
14. Mean Old World – 4:59 (T-Bone Walker)
15. Ride on Josephine – 3:02 (Ellas McDaniel)